# Femme Like U
Singles de K.Maro featuring Nancy Martinez
Crazy
(2004)
Pistes de La Good Life
Crazy
Femme Like U (Donne-moi ton corps) souvent abrégé Femme Like U est le premier single du chanteur libano-canadien K.Maro, sorti le 8 mai 2004 sous le label Warner Music. Ce titre, qui marque le lancement de sa carrière solo, est écrit et composé par Cyril Kamar et Nancy Catherine Julia Martinez, et produit par ces derniers aux côtés de Louis Côté.
Le refrain est interprété par la chanteuse canadienne Nancy Martinez (en), tandis que Manon Godbout, artiste montréalaise, assure les chœurs.
En 2024, à l’occasion des 20 ans du morceau, une nouvelle version intitulée Femme Like U - 20e anniversary Tribute est publiée, cette fois en duo avec la chanteuse Shy'm.

## Liste des pistes
CD-Single EastWest
1. Femme Like U (Donne-moi ton corps) (Radio Edit) - 3:50
2. Femme Like U (Donne-moi ton corps) (Just Another Hit Remix) - 3:51

CD-Maxi WMS
1. Femme Like U (Donne-moi ton corps) (Radio Edit) - 4:06
2. Femme Like U (Donne-moi ton corps) (Urban Version) - 3:58
3. Femme Like U (Donne-moi ton corps) (House Version) - 6:39
4. La Good Life - 3:57

Extras:
- Video: Femme Like U (Donne-moi ton corps) - 3:56

## Classement par pays
| Classement (2004-2006)                  | Meilleure position |
| --------------------------------------- | ------------------ |
| Finlande (Suomen virallinen lista)      | 6                  |
| Autriche (Ö3 Austria Top 40)            | 4                  |
| Danemark (Tracklisten)                  | 17                 |
| Belgique (Wallonie Ultratop 50 Singles) | 1                  |
| Belgique (Flandre Ultratop 50 Singles)  | 1                  |
| France (SNEP)                           | 1                  |
| Suisse (Schweizer Hitparade)            | 1                  |
| Pays-Bas (Nederlandse Top 40)           | 18                 |
| Allemagne (Media Control AG)            | 3                  |

## Certification
| Région                                                                                                 | Certification | Ventes/Streams |
| --- | ------------- | -------------- |
| France (SNEP)                                                                                          | Diamant       |                |
| *Ventes selon la certification ^Mise en rayon selon la certification xNon précisé par la certification |               |                |